# معركة نزب
معركة نِزِّب (بالتركية: Nizip)‏ هي معركة نشبت بين الجيش المصري بقيادة إبراهيم باشا ابن محمد علي باشا وجيش عثماني يقوده حافظ عثمان باشا والي دمشق قبل الحملة المصرية على سورية. وقعت المعركة قرب مدينة نزب الواقعة شرق عنتاب وغرب نهر الفرات في 24 حزيران 1839.
انتصر الجيش المصري على الجيش العثماني الذي دمر بالكامل بقيادة حافظ عثمان باشا الذي كان قد عُيّن سر عسكر الجيوش المتجمعة في سيواس في أرمينيا بعد موت رشيد باشا أسير، حيث تقدم إلى ولايات الشام بكل سرعة فتقدم إليها في أوائل 1255 هـ الموافق سنة 1839 م وعبر نهر الفرات عند مدينة بلاجيق في نيسان من السنة المذكورة. التقى الجيشان بعد عدة مناورات بالقرب من بلدة تدعى نزب في 11 ربيع الثاني 1255 (24 حزيران/يونيو سنة 1839) وحالف النصر المصريين وتقهقر الجيش العثماني تاركًا في أيدي المصريين 166 مدفعا وعشرين ألف بندقية وغيرها من الذخائر والمؤن، وقد كان يوما مشهودا.

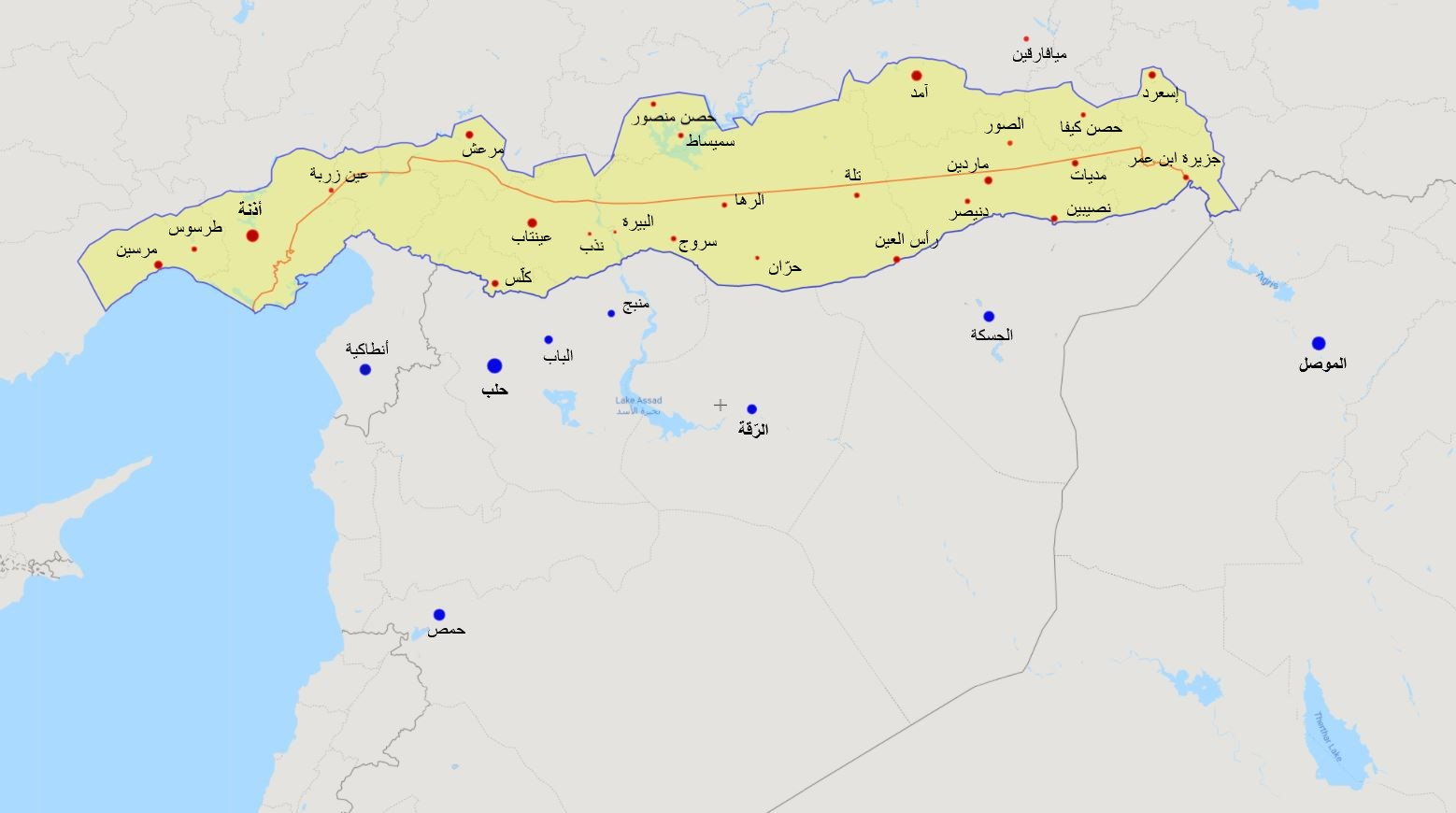
موقع نزب ضمن مدن الأقاليم السورية الشمالية

## خلفية تاريخية
كانت الأوضاع في سورية مضطربة ضد حكم إبراهيم باشا بسبب سياسة التجنيد الإجباري التي اتبعها، وفي نفس الوقت كان الباب العالي مصممًا على استعادة سورية من محمد علي، وكانت الدول الغربية تدعم الدولة العثمانية لتفضيلها الدولة الضعيفة على الدولة العلوية القوية.

## الرؤية السياسية والاستراتيجية
تعكس هذه الحرب حالة الانشقاق التي ضربت وحدة الدولة العثمانية مع مصر أكبر ولاياتها خلال القرن التاسع عشر، والنابعة من وهن الدولة العثمانية والفارق في التطور مع ما أحدثه محمد علي في مصر مدنياً واقتصادياً وعسكرياً. وكانت الرؤية السياسية بعيدة المدى التي امتاز بها محمد علي باشا عاملاً هاماً في نشأة الخلاف مع السلطان العثماني الذي أعلن صراحة كرهه لمحمد علي.
استغل محمد علي باشا حالة الترهل الشديدة التي كانت عليها الدولة العثمانية، وأيضاً حالة الانقسام الواضحة بين القوى الأوروبية وبعضها البعض واختلال نظرية التوازنات السياسية الإقليمية والدولية. كما دل هذا الانتصار على التخطيط الاستراتيجي الناجح وتفوق القائد إبراهيم باشا على نظيره العثماني والمعزز بخبرات عسكرية من أوروبا للمساعدة، بالإضافة إلى مهارته في القتال بجيشه على أراضي مختلفة، وتضاريس مجهولة، وتحت ظروف جوية معقدة. هذا لم يكن محض المصادفة، فقد نمت مهارة القائد إبراهيم باشا ودرايته عبر خوضه معارك وفتوحات عديدة في كل من السودان والحجاز ونجد وفلسطين وسوريا وحرب المورة في اليونان.

## التدخل الأوروبي
تفكك الدولة العثمانية أدى إلى تدخل بعض القوى في أوروبا لاحداث التوازن الإقليمي المرجو للقارة وللحفاظ على الكيان المترهل للدولة العثمانية، وأيضاً لعدم المساهمة في نشأة خلافة إسلامية عربية جديدة ولدحض أهداف محمد علي، ولذا قامت كل من المملكة المتحدة والإمبراطورية النمساوية بالتدخل لصالح الامبراطورية العثمانية لحفظها من خلال إرسالهم لقوات وأسطول بحري عبر المتوسط لقطع الطريق بين مصر من جهة ومواقع البحرية السورية والجيش المصري هناك من جهة أخرى، ونجحت في ذلك في نهاية المطاف واضطر إبراهيم باشا إلى العودة إلى مصر في شباط/فبراير 1841م.
نجح الجيش المصري في الانتصار من قبل بقيادة إبراهيم باشا على العثمانيين في معركة قونية 1832م واحتل أجزاء كبيرة من هضبة الأناضول حتى مدينة كوتاهية، وكان القائد إبراهيم باشا قد أصر على والده محمد علي باشا في المواصلة حتى الآستانة -إسطنبول- لإسقاط الدولة العثمانية، ويشير بعض المؤرخين على أنه كان قادراً على ذلك، إلا أن تردد محمد علي وتفضيله الحل السياسي مع الدول الأوروبية وتوقيع إتفاقية كوتاهية عام 1833م أدى إلى ضياع الفرصة على ولده إبراهيم ونشأة الخلاف بينهما.

## الوضع المادي والمعنوي للجيشين
كان الجيشان مجهزين تجهيزًا ممتازًا وكانت قواهما متعادلة. كان عدد الجنود في كل جيش يقارب الأربعين ألف رجل مدعومين بالمدفعية والفرسان. يقول قسطنطين بازيلي:
من ناحية تدريب الجيش المصري فقد كان مدرباً على أحدث الأساليب العسكرية من حيث تنظيم الصفوف وسرعة التحرك والمناورة، ووجود سليمان باشا الفرنساوي كرئيس لأركان الجيش المصري، وقيادة إبراهيم باشا الذي أصبح خبيراً بكيفية التغلب على الجيوش العثمانية منذ سنوات، من ناحية أخرى، تمتع الجيش العثماني بالأفضلية من حيث الاستعداد، حيث كان الجيش العثماني أفضل تزويدًا بالمؤن وكان قد استراح عدة أسابيع في معسكره، عكس الجنود المصريين والسوريين الذين كانوا قد أنهكوا من المسير لملاقاة الجيش العثماني تحت حرارة الشمس في بداية فصل الصيف.
صرف حافظ باشا قائد الجيش العثماني شهرا كاملا في حفر الخنادق وإقامة المعاقل والحصون، ومرن جيشه على الدفاع والهجوم في تلك المنطقة، وشتان بين من يقف للدفاع ومن يكلف بالهجوم، فالهجوم أصعب بلا شك. ولكن جيش إبراهيم باشا كان أتم نظاما وأكثر ممارسة للقتال. وكان إبراهيم باشا ورئيس أركان حربه سليمان باشا على رأي واحد، أما حافظ باشا ورئيس أركان حربه مولتك فقد كانا على رأيين متباينين. وكان ضباط إبراهيم باشا يحترمونه ويهابونه، وجميعهم قد نالوا رتبهم عن جدارة واستحقاق، أما ضباط الجيش العثماني فإن أكثرهم كان من صنائع الحكام والوزراء في استامبول.

ومن الحكايات التي تعطي صورة صحيحة عن هذين الجيشين، أن حافظ باشا قائد الجيش العثماني سأل أسيراً من جيش إبراهيم باشا رأيه في المعسكرين، فقال له الأسير المصري بعد أن أعطاه حافظ باشا الأمان:

## المعركة
عند وصول جيش إبراهيم أرسل فرقًا استطلاعية لمعرفة تحصينات الأتراك وتفاصيل معسكرهم، فاتضح له ولرئيس أركانه سليمان باشا أن الموقع محصن جيدًا تحميه سبعة مدافع قوية، وبعد دراسة ميدانية لتضاريس الموقع قرر إبراهيم باشا الالتفاف على معسكر العثمانيين لحرمانهم من الاستفادة من تحصينات موقعهم، نصح القائد البروسي حافظ باشا بالانسحاب إلى أول معسكر محصن في البيرة بعد أن أدركوا خطة إبراهيم باشا فرفض الانسحاب ثم نصحه بالاشتباك مع جيش إبراهيم باشا في طريق التفافه ولكن حافظ باشا خشي من عواقب قتال الجيش المصري خارج نزب بعيداً عن حصونه التي أقامها فيها، ارتكب حافظ باشا خطأ آخر بعدم سيطرته على الطرق والجسر الذي استخدمه جيش إبراهيم باشا للعبور والالتفاف حول الجيش العثماني، وعندما أتم الجيش المصري الالتفاف لاحظ إبراهيم باشا نقطة ضعف في الجناح الأيسر للجيش العثماني فأمر بقذفه بالمدافع، وكاد إبراهيم باشا أن يخسر المعركة عند بدايتها عندما نفدت ذخائر مدافعه وتأخر وصول ذخائر جديدة حينها قرر تنفيذ هجوم من الجناح الأيمن لجيشه مع مجموعة من الفرسان ما لبثوا أن تقهقروا بفعل قذائف المدفعية التركية. أوقف سليمان باشا الجنود الفارين بقذائف مدفعيته التي أرغمتهم على العودة إلى المعركة. أضاع حافظ باشا فرصة جديدة للنصر عندما لم يلاحق فلول المصريين المنسحبين مما أتاح لهم التماسك والعودة إلى المعركة. في نفس الوقت، وعند وصول الذخائر الجديدة أدت القذائف المدفعية المصرية إلى الفتك بفرسان الجيش العثماني وانتشار الفوضى في صفوفه. عندئذ أمر إبراهيم باشا بهجوم وسط الجيش المصري وميسرته تحت غطاء نيران المدفعية المصرية ليسحق الجيش العثماني خلال نصف ساعة. سيطر إبراهيم باشا على المعسكر ومدافعه وجزء من خزينة الجيش إضافة أسر من 10 إلى 15 ألف أسير. وصل عدد القتلى إلى حوالي سبعة آلاف قتيل. فتحت هذه المعركة أبواب الأناضول مجددًا أمام إبراهيم باشا للمرة الثانية خلال ثماني سنوات، ولكنه، بسبب ضغوط الدول الأوروبية، اكتفى بالسيطرة على بعض تخوم سورية الشمالية من نزب إلى أورفة والبيرة وعنتاب وانتهاءً بمرعش بوابة الأناضول.

وقد جاء في تقرير إبراهيم باشا قائد الجيش المصري عن المعركة ما يلي:

## ما بعد المعركة، أوروبا تنقذ العثمانيين وتحرم محمد علي من ثمرة انتصاره
أبيد الجيش التركي وتمت غنيمة أسلحته شبه كاملة ووافق آلاف الأسرى على نقل ولائهم إلى الجيش المصري فتم تسييرهم إلى مصر، وهكذا صار الطريق مفتوحا أمام إبراهيم باشا لدخول العاصمة العثمانية، وعلم الأسطول العثماني بهذا الأمر فتوجه إلى الإسكندرية بمصر ليقوم قائد الأسطول بتسليم أسطوله كاملا إلى محمد علي ليكون تحت إمرته.
بعد المعركة زادت القلاقل بين السكان احتجاجا على التجنيد الإجباري وفرض الضرائب وكانت تلك بداية النهاية لحكم محمد علي في سورية.
ولكن الدول الأوروبية وعلى رأسها بريطانيا كانت تأبى أن تقوم دولة قوية تجمع مصر والشام وتهدد طريق تجارة بريطانيا إلى مستعمراتها في الهند، فتجمعت الأساطيل الأوروبية وفرضت إبرام معاهدة لندن 1840 التي انتهت إلى نصوص مجحفة بمصر لتجريدها من مستعمراتها كلها وحرمانها من ثمرة انتصارها، وبالفعل انتهى الأمر إلى سحب القوات المصرية كاملة من الشام كله وفرض قيود على الجيش المصري بأن لا يزيد حجمه عن 18 ألف مقاتل بعد أن كان يتعدى 300 ألف فرد، وأرضي محمد علي باشا بأن يكون حكمه لمصر والسودان فقط وراثيا لكن يظل تابعا للدولة العثمانية.